# Genemuiden
Genemuiden – miasto w Holandii, w prowincji Overijssel, w gminie Zwartewaterland. W 2008 liczyło 10 069 mieszkańców.